# 高知県宿毛市愛媛県南宇和郡愛南町篠山小中学校組合立篠山小学校・中学校
高知県宿毛市愛媛県南宇和郡愛南町篠山小中学校組合立篠山小学校（こうちけんすくもしえひめけんみなみうわぐんあいなんちょうささやましょうちゅうがっこうくみあいりつささやましょうがっこう）、高知県宿毛市愛媛県南宇和郡愛南町篠山小中学校組合立篠山中学校（こうちけんすくもしえひめけんみなみうわぐんあいなんちょうささやましょうちゅうがっこうくみあいりつささやまちゅうがっこう）は、愛媛県南宇和郡愛南町正木にある公立小中一貫校。

## 特徴
全国的にも珍しい2県にまたがる一部事務組合立の小中併設校で、校名は小中学校共に日本一長いものである。
なお、1952年（昭和27年）から1954年（昭和29年）まではそれぞれ「高知県幡多郡宿毛町愛媛県南宇和郡一本松村篠山小中学校組合立篠山小学校」、「高知県幡多郡宿毛町愛媛県南宇和郡一本松村篠山小中学校組合立篠山中学校」であり、現在の名称よりさらに4文字多かった。
少子化を理由として、2026年（令和8年）3月で休校とし、2027年（令和9年）3月で閉校とする予定。

## 沿革
- 1875年（明治8年） - 「教蒙小学校」ができる。2種下等小学校2年制。
- 1886年（明治19年） - 正木簡易小学校となる。3年制。
- 1892年（明治25年） - 正木尋常小学校となる。4年制。
- 1907年（明治40年） - 6年制となる。
- 1910年（明治43年） - 青年学校・農業補習学校併設される。
- 1926年（大正15年） - 青年訓練所が併設される。
- 1929年（昭和4年） - 高知県幡多郡和田村立和田第三小学校を併合する。
- 1930年（昭和5年） - 現在の校地に新築される。
- 1941年（昭和16年） - 正木国民学校となる。
- 1947年（昭和22年） - 学制改革により、新制の一本松村立正木小学校および一本松村立一本松中学校正木分校となる。
- 1949年（昭和24年） - 愛媛県南宇和郡一本松村高知県幡多郡宿毛町組合立篠山小学校および同組合立篠山中学校となる。
- 1952年（昭和27年） - 高知県幡多郡宿毛町愛媛県南宇和郡一本松村篠山小中学校組合立篠山小学校および同組合立篠山中学校に改称。
- 1954年（昭和29年） - 高知県宿毛市愛媛県南宇和郡一本松村篠山小中学校組合立篠山小学校および同組合立篠山中学校に改称。
- 1962年（昭和37年） - 高知県宿毛市愛媛県南宇和郡一本松町篠山小中学校組合立篠山小学校および同組合立篠山中学校に改称。
- 1963年（昭和38年） - 小学校拡張、中学校移転新築される。
- 1969年（昭和44年） - 鉄筋2階建新校舎落成。
- 1986年（昭和61年） - 体育館落成。
- 1988年（昭和63年） - 校章制定。
- 1990年（平成2年） - 特別校舎落成。
- 1999年（平成11年） - パソコン教室設置。
- 2004年（平成16年） - 小学校・中学校共に、現校名に改称。
- 2007年（平成19年） - 小中合同校舎が落成。
- 2026年（令和8年） - 休校予定[3]。
- 2027年（令和9年） - 閉校予定[3]。

## 通学区域が隣接している学校

### 小学校

#### 愛媛県
- 愛南町立一本松小学校
- 愛南町立城辺小学校
- 愛南町立緑小学校
- 宇和島市立御槙小学校

#### 高知県
- 宿毛市立橋上小学校
- 宿毛市立宿毛小学校

### 中学校

#### 愛媛県
- 愛南町立一本松中学校
- 愛南町立城辺中学校
- 宇和島市立津島中学校

#### 高知県
- 宿毛市立橋上中学校
- 宿毛市立宿毛中学校